# Chasiv Yar
Chasiv Yar (em ucraniano:  Часів Яр, em russo:  Часов Яр) é uma cidade da Ucrânia, situada no Oblast de Donetsk. Tem 18 km² de área e sua população em 2020 foi estimada em 12.756 habitantes.

## Guerra na Ucrânia
Em 9 de julho de 2022, no contexto da invasão da Ucrânia pela Rússia, as Forças Armadas da Rússia lançaram um ataque com mísseis contra Chasiv Yar que matou ao menos 48 civis.
Em fevereiro de 2023, a maior parte dos habitantes da cidade já haviam ido embora devido a uma escalada dos ataques. Em março de 2024, pouco menos de 800 habitantes ainda residiam na cidade quase totalmente destruída.
Em agosto de 2025, o Ministério da Defesa da Rússia afirmou ter o controle total da cidade, com a publicação de um vídeo que mostra um soldado hasteando uma bandeira russa na cidade. O governo ucraniano nega o que chamou de propaganda, dizendo que ainda existiam tropas ucranianas dentro de Chasiv Yar.